# 광전 증폭관
광전 증폭관(Photo Multiplier Tube: PMT)은 빛을 측정하는 검출기의 한 종류이다.

광전 증폭관의 구조.

일반적으로 포토캐소드 (Photocathode), 다이노드, 어노드로 구성되어 있다. 포토캐소드는 광전효과에 의해 일정 주파수 이상의 빛을 받으면 전자를 방출한다. 이 전자는 다이노드를 거치면서 증폭되고, 어노드에 이르러 외부 장비로 읽을 수 있는 정도의 전류 신호가 만들어지는 원리이다. 외부 장치를 거치지 않고 바로 신호가 증폭되기 때문에, 매우 약한 빛 신호를 감지하는데에 널리 사용된다. 보통 광전효과는 가시광선 이상의 주파수에 대하여 발생하므로, 그 이하 주파수의 빛에 대해서는 사용할 수 없다.
신틸레이터 (Scintillator)는 광전 증폭관을 사용하여 높은 에너지의 빛, 즉 X 선이나 감마선을 측정하기 위해 사용되는 검출기의 일종으로, 광전증폭관과는 다른 개념이다. 하지만 X 선이나 감마선을 측정하는 경우, 신틸레이터를 광전증폭관에 부착하여 사용한다. 이를 통해 높은 에너지의 광자가 신틸레이터와 반응하여 가시광선 영역의 광자 다발로 바뀌며, 이를 광전증폭관이 측정한다. 이러한 방식의 광자 에너지 측정을 입자물리학 실험에서 매우 널리 사용된다.